# Liste der britischen Botschafter in Kambodscha
Dies ist eine Liste der britischen Botschafter in Kambodscha.
| Ernennung/Akkreditierung | Name                             | Bemerkungen                                                                   | ernannt von       | akkreditiert während der Regierung von | Posten verlassen |
| ------------------------ | -------------------------------- | ----------------------------------------------------------------------------- | ----------------- | -------------------------------------- | ---------------- |
| 1946                     | Ernest William Meiklereid        | Generalkonsul in Saigon                                                       | Winston Churchill | Sisowath Monivong                      | 1947             |
| 1948                     | Frank Stannard Gibbs             | Generalkonsul in Saigon                                                       | Winston Churchill | Sisowath Monivong                      | 1950             |
| 1950                     | Indo-China War                   |                                                                               | Winston Churchill | Sisowath Monivong                      |                  |
| 1951                     | Frank Stannard Gibbs             | Generalkonsul in Saigon; Ministre plénipotentiaire, a.o. Gesandter            | Winston Churchill | Sisowath Monivong                      |                  |
| 5. Mai 1951              | Hubert Ashton Graves             | Ministre plénipotentiaire, a.o. Gesandter in Saigon, Vientiane und Phnom Penh | Winston Churchill | Sisowath Monivong                      |                  |
| 11. Okt. 1953            | Richard Purdon Heppel            |                                                                               | Winston Churchill | Sisowath Monivong                      |                  |
| 7. Sep. 1956             | Henry Norman Brain               |                                                                               | Anthony Eden      | Norodom III. Suramit                   |                  |
| 13. Juli 1958            | Frederic Francis Garner          |                                                                               | Harold Macmillan  | Norodom III. Suramit                   |                  |
| 22. Aug. 1961            | Peter Murray                     |                                                                               | Harold Macmillan  | Norodom Sihanouk                       |                  |
| 25. Juni 1964            | Leslie Fielding                  |                                                                               | Harold Wilson     | Norodom Sihanouk                       |                  |
| 21. Sep. 1966            | Harold Arthur Neville Brown      |                                                                               | Harold Wilson     | Norodom Sihanouk                       |                  |
| 5. Juli 1970             | Anthony James Williams           |                                                                               | Edward Heath      | Cheng Heng                             |                  |
| 14. März 1973            | John Earnest Powell Jones        |                                                                               | Edward Heath      | Lon Nol                                |                  |
| 18. Feb. 1975            | John Christopher Wyndewe Bushell |                                                                               | Harold Wilson     | Norodom Sihanouk                       | 1975             |
| 7. Nov. 1991             | David Allan Burns                |                                                                               | Harold Wilson     | Supreme National Court of Cambodia     |                  |
| 24. Juni 1994            | Paul Reddicliffe                 |                                                                               | John Major        | Norodom Sihanouk                       |                  |
| 29. Juli 1997            | Christopher George Edgar         |                                                                               | Tony Blair        | Norodom Sihanouk                       |                  |
| 17. Dez. 2000            | Stephen Bridges                  |                                                                               | Tony Blair        | Norodom Sihanouk                       |                  |
| 13. Jan. 2005            | David Reader                     |                                                                               | Tony Blair        | Norodom Sihamoni                       |                  |
| Aug. 2008                | Andrew Stephen Mace              |                                                                               | Gordon Brown      | Norodom Sihamoni                       |                  |